# Cong Abbey
Cong Abbey også kendt som Royal Abbey of Cong er et historisk augustiner-kloster, der ligger i Cong Mayo, i Irlands provins Connacht. Ruinerne fra klostret er stammer primært fra 1200-tallet, og de er blevet beskrevet som nogle af de bedste eksempler på middelalderlig kirkearkitektur i Irland.
Klostret blev etableret i 1600-tallet og blev nedlagt i 1542, hvorefter det forfaldt.

## Galleri
- Norddøren
- Klostergangen
- Monks' Fishing House
- Monks' Fishing House Closeup
- Dør i Cong Abbey med stenhuggerarbejde af Rory O’Connor
- Nærbillede af stenhuggerarbejde af Rory O’Connor
- Dørportal